# عظميات
العظميّات هي واحدة من التحت طويئفات (الطبقات) في طائفة شعاعيات الزعانف. هذه المجموعة المتنوعة، والتي ظهرت خلال العصر الترياسي تتضمّن 20,000 نوع حي في حوالي 40 رتبة: معظم الأسماك الحية تنتمي إلى هذه المجموعة. أما الطويئفتان الأخرىان (كاملات العظام والغضروعظميات) فربما يَكونان شبه عرقين.

## المميزات
تملك الأسماك من العظميات فكوكاً علوية قابلة للتحرّك، إضافة إلى أن عضلاتها الفكية أكثر تكيفاً. وهذا التكيف يَجعلها قادرة على أن تُنتئ فكوكها إلى خارج أفواهها. إن الزعانف الذيلية عند العظميات متناظرة، حيث أن الفصّين السفلي والعلوي منها متماثلان في الشكل والحجم. أما عامودها الفقري فإنه يَنتهي عند البنكل، مما يَصنع علامة تُميّز هذه المجموعة عن الأسماك التي يَمتد عمودها الفقري إلى الفص العلوي من الزعنفة الذيلية.

## التصنيف والتطور
تعود أقدم أحافير العظميات إلى الترياسي المبكر. وباقتراب العصر الطباشيري أصبحت هي الأسماك المسيطرة في كلا المحيطات ومناطق الماء العذب. تنقسم العظميات إلى 12 فوق رتبة، لكن ليس من الراجح أن هذا النظام سيُطبق بشكل كامل وهو ما زال في مرحلة الدراسة. وتتضمّن هذه الرتب العديد من أنواع الأسماك البارزة مثل: السلمون والسلور والتونا والهلبوت والطربون الفضية والقد.
- تحت طويئفة العظميات:
  - فوق رتبة عظميات الألسنة.
  - فوق رتبة الإلوبيات.
  - فوق رتبة الصابوغيات.
  - فوق رتبة الأوستاريفيات.
  - فوق رتبة شوكيات الزعانف البدائية.
  - فوق رتبة ممتدات الزعانف.
  - فوق رتبة المزماريات.
  - فوق رتبة فانوسيات الأنوف.
  - فوق رتبة البراقيات.
  - فوق رتبة ذوات اللحى.
  - فوق رتبة أشباه شوكيات الزعانف.
  - فوق رتبة شوكيات الزعانف.

## مقالات ذات صلة
- سمك الأبراميس

## الملاحظات
1. ↑  البنكل (peduncle): هو الجزء النحيل من جسم السمكة الذي يَصل ما بين الذيل وباقي الجسم.